# Helge Harder
Helge Harder (* 26. April 1908 in Kopenhagen; † 1962) war ein dänischer Bahnradsportler.
1930 sowie 1931 wurde Helge Harder Dänischer Meister im Sprint der Amateure. 1930 belegte er zudem den zweiten bei den Nordischen Meisterschaften hinter seinem Landsmann Willy Gervin.
1931 wurde Harder Weltmeister der Amateursprinter vor heimischen Publikum in Kopenhagen.